# Efrosyni Sfyrí
Efrosyni Sfyrí –en griego, Ευφροσύνη Σφυρή– (Atenas, 8 de enero de 1971) es una deportista griega que compitió en voleibol, en la modalidad de playa. Ganó una medalla de oro en el Campeonato Europeo de Vóley Playa de 2001.

## Palmarés internacional
| Campeonato Europeo | Campeonato Europeo | Campeonato Europeo | Campeonato Europeo  |
| Año                | Lugar              | Medalla            | Pareja              |
| ------------------ | ------------------ | ------------------ | ------------------- |
| 2001               | Jesolo (Italia)    | Medalla de oro     | Vasilikí Karantasiu |